# Továrna na akreditace
Továrna na akreditace je organizace, která tvrdí, že vydává akreditace pro vysokoškolské instituce, aniž by disponovala vládní autoritou nebo uznáním ze strany akademického prostředí, aby mohla působit jako akreditační orgán. V této terminologii je implicitně obsažen předpoklad, že tato „továrna“ má pro udělování akreditací nízké (nebo žádné) nároky. Továrny na akreditace jsou velmi podobné továrnám na diplomy a v mnoha případech jsou s nimi úzce spojeny. „Akreditace“, které poskytují, nemají žádnou právní ani akademickou hodnotu, ale používají se v marketingu továren na diplomy s cílem přilákat studenty.
Některé vzdělávací instituce získávají akreditace od nezávislé organizace s nízkými standardy. V jiných případech si vzdělávací instituce zřídí vlastní zdánlivě nezávislou akreditační komisi a následně se akredituje sama. To vyvolává zdání, že vzdělávání nabízené na škole bylo schváleno nezávislou institucí. 

## Charakteristiky
Americká organizace Council for Higher Education Accreditation (CHEA) zveřejnila seznam znaků továren na akreditace, který má pomoci s jejich identifikací. Podle CHEA může být organizace „továrnou na akreditace“, pokud:
- umožňuje nákup akreditace
- umožňuje institucím získat status akreditované instituce ve velmi krátké době
- v rámci akreditačního procesu neprovádí kontroly na místě nebo pohovory s klíčovými pracovníky, místo toho posuzuje instituce pouze na základě předložených dokumentů
- uděluje „trvalou“ akreditaci bez požadavku na pozdější pravidelné přezkoumání
- nárokuje si uznání od oficiálních orgánů, aniž by byla uvedena na seznamu akreditátorů uznaných tímto orgánem
- má název velmi podobný názvu uznávané akreditační organizace
- zveřejňuje seznam institucí nebo programů, které akreditovala, aniž by o tom instituce a programy uvedené na seznamu věděly
- zveřejňuje málo nebo žádné standardy kvality
- zveřejňuje tvrzení, pro která neexistují žádné důkazy.

Databáze Accredibase společnosti Verifile uvádí, že některé továrny na akreditace nezveřejňují své sídlo, což ztěžuje určení, zda jsou legitimní. Bylo zjištěno, že některé další továrny na akreditace používají stejné adresy jako poskytovatelé vzdělávání, kteří si u nich nárokují akreditaci.